# Romanus Fuhrmann
Romanus Fuhrmann (* 30. November 1963 in Wanne-Eickel) ist ein deutscher Schauspieler, Hörspiel- und Synchronsprecher.

## Leben
Romanus Fuhrmann ist seit den 1980er Jahren als Theaterdarsteller aktiv. 1990 bis 1994 studierte er am Max Reinhardt Seminar in Wien. Seit 2001 ist er auch als Synchronsprecher tätig.

## Werke (Auswahl)
Filmografie
- 2003: Eierdiebe
- 2007: Leroy
- 2007: Noch ein Wort und ich heirate dich!
- 2010: Kollegium – Klassenkampf im Lehrerzimmer (Fernsehserie, 10 Folgen)
- 2012: Das Kind
- 2013: Dendrologium
- 2016: The Interrogation

Synchronrollen
- 2014–2017: Sonic Boom als Orbot
- 2017: Alias Grace (Miniserie) als Jeremiah Pontelli
- 2018: Vice – Der zweite Mann als Ronald Reagan
- 2019: Captain Marvel als Bron-Char
- 2019: Chernobyl (Miniserie) als Waleri Alexejewitsch Legassow
- 2019: Kommissar Wisting (Fernsehserie) als Kommissar Wisting
- seit 2021: Navy CIS für Erik Passoja als Wayne Sweeney
- 2024: Star Wars: Skeleton Crew für Alfred Molina als Benjar Pranic

Hörbücher
- 2009: Sergio Bambaren: Die Bucht am Ende der Welt (Steinbach)
- 2010: David Deida: Der Weg des wahren Mannes (Steinbach)
- 2010: Deon Meyer: Dreizehn Stunden (Steinbach)
- 2011: Flavia Company: Die Insel der letzten Wahrheit (Steinbach, gemeinsam mit Nadja Schulz-Berlinghoff)
- 2012: Jojo Moyes: Ein ganzes halbes Jahr (Argon Verlag)
- 2014: Peter Braun: Dichterköpfe–Rainer Maria Rilke (Igel-Records)
- 2015: nacherzählt von Angie Westhoff: Robin Hood und seine Gefährten (Igel-Records)
- 2017: Katharina Neuschaefer: König Artus und die Ritter der Tafelrunde (Igel-Records)
- 2017: John Boyne: Der Junge auf dem Berg (Igel-Records, gemeinsam mit Boris Aljinovic)
- 2017: Frank Schwieger: Ich, Zeus, und die Bande vom Olymp (Igel-Records, mehrere Sprecher)
- 2018: Frank Schwieger: Ich, Caesar, und die Bande vom Kapitol (Igel-Records, mehrere Sprecher)
- 2018: Diverse Autoren: Komm mit ins Land der Fantasie (Igel-Records, mehrere Sprecher)
- 2018: Diverse Autoren: Was ist los vor meiner Tür? 20 Geschichten der Besten zum 60. Geburtstag des deutschen Jugendliteraturpreises (Oetinger Media, mehrere Sprecher)
- 2019: Frank Schwieger: Ich, Odin, und die wilden Wikinger (Igel-Records, mehrere Sprecher)
- 2024: Antoine de Saint-Exupéry: Der Kleine Prinz–Das Musical-Hörspiel (Steinbach, mehrere Sprecher)
- 2024: Gerald Hüther: Biologie der Angst–Wie aus Stress Gefühle werden (Montalto Verità Verlag, gemeinsam mit Astrid Kohrs)

Videospiele
- 2013: Lego City Undercover als Forrest Blackwell
- 2013: Sonic Lost World als Orbot
- 2013: Lego Marvel Super Heroes als Erik Lehnsherr / Magneto
- 2017: Lego Dimensions als Forrest Blackwell
- 2017: Sonic Forces als Orbot
- 2018: WarioWare Gold als Wario
- 2021: WarioWare: Get It Together! als Wario
- 2022: Lego Star Wars: Die Skywalker Saga als Count Dooku / Darth Tyranus
- 2023: WarioWare: Move It! als Wario
- 2024: Sonic X Shadow Generations als Orbot